# Tunnel Obertürkheim
Als Tunnel Obertürkheim (auch Tunnel Ober-/Untertürkheim) wird ein 5,5 km langer Eisenbahntunnel bezeichnet, der im Zuge des Projekts Stuttgart 21 den Hauptbahnhof mit den Gleisen im Neckartal bei Ober- und Untertürkheim verbindet.
Der Bauauftrag für den mittels maschinellem Vortrieb und in Spritzbetonbauweise zu errichtenden Abschnitt sei laut Angaben der Deutschen Bahn am 30. Juli 2011 vergeben worden. Der ursprüngliche Auftragswert wurde später mit 296,4 Millionen Euro angegeben.
Am 4. Dezember 2013 wurde mit dem Tunnel Obertürkheim der erste Tunnel des Projekts Stuttgart 21 angestochen. Der erste Durchschlag erfolgte im März 2017. Von insgesamt 12,0 km Fahrtunnel und Querschlägen sind nach Angaben der Projektgesellschaft 11,5 km vorgetrieben, im Ast Untertürkheim wurde der Vortrieb abgeschlossen (Stand: Oktober 2021). Nach dem Vortrieb erfolgt der Innenausbau sowie die bahntechnische Ausrüstung.
Die geplanten Kosten des Bauwerks wurden Ende 2013 mit 350 Millionen Euro angegeben.

## Verlauf

Der Tunnel Obertürkheim beginnt im Südkopf des geplanten Hauptbahnhofs (schematische Abbildung).

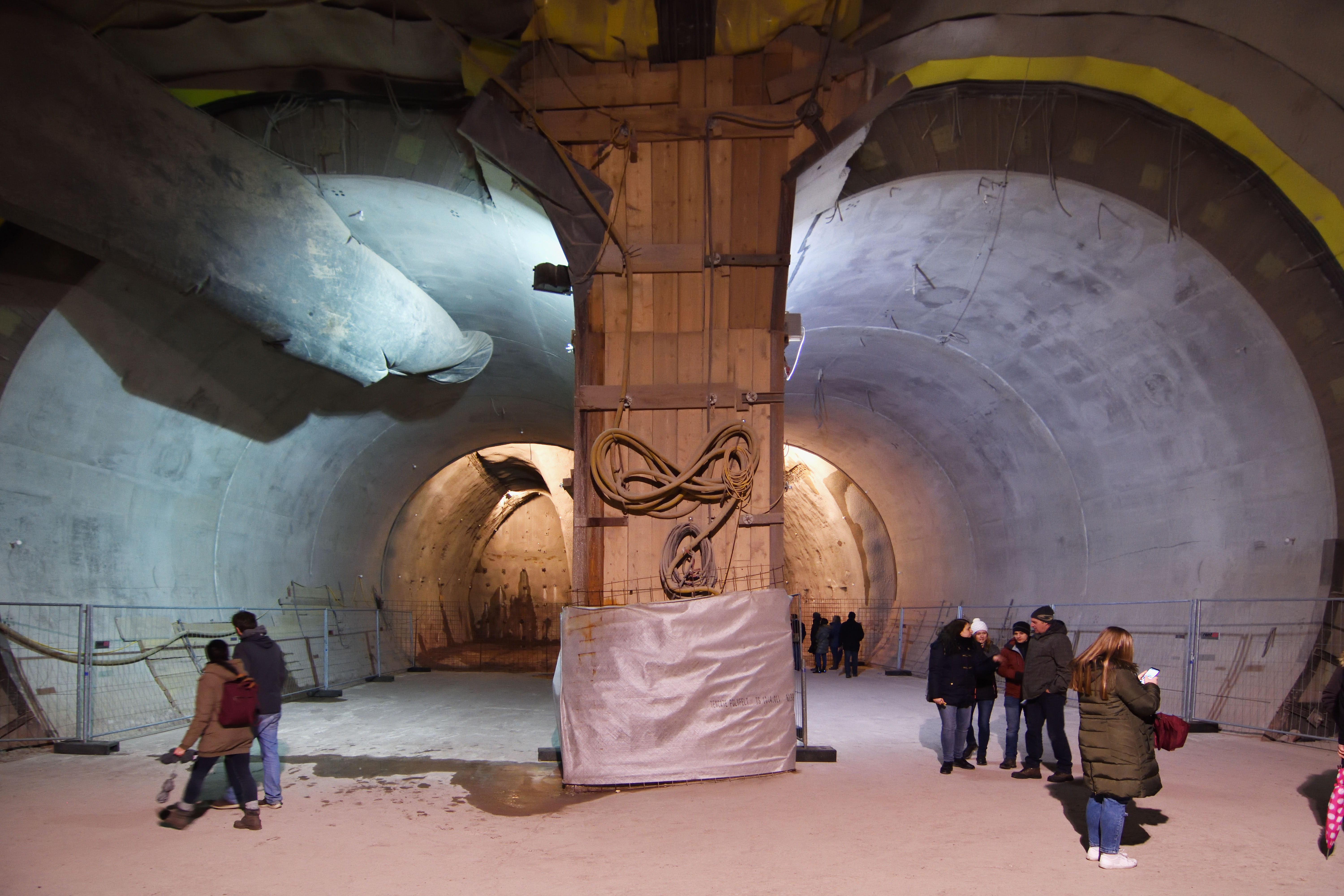
Zukünftige Röhre des Fildertunnels und des Tunnels Obertürkheim, auf Höhe der Rettungszufahrt Hauptbahnhof Süd, Blick Richtung Hauptbahnhof (Bauzustand Januar 2019)

An den Hauptbahnhof Stuttgart schließt sich ab Baukilometer 0,432 zunächst ein kurzer viergleisiger Abschnitt des Fildertunnels an. Die beiden Röhren nehmen dabei zunächst je zwei Gleise auf, die sich anschließend in einem 240 m langen Verzweigungsbauwerk in je zwei eingleisige Röhren auftrennen. Beim Kilometer 0,66 trennt sich das Gleis Richtung Obertürkheim (ab hier als Tunnel Obertürkheim) dabei vom Gleis des Fildertunnels Richtung Ulm; das Gleis aus Richtung Obertürkheim trennt sich vom Gleis aus Richtung Ulm (Fildertunnel). Ab km 0,7 verlaufen die beiden je eingleisigen Röhren des Tunnels Obertürkheim in eigenen Röhren.
Die Röhre nach Obertürkheim verläuft zunächst südwestlich der Richtung Flughafen laufenden Röhre des Fildertunnels in einer Rechtskurve, die in eine Gerade übergeht, bevor sie beim km 1,0 die beiden rund 14 m (SOK) höher liegenden Tunnelröhren des Fildertunnels (in km 1,035) in östlicher Richtung in einer Linkskurve unterquert.
Die Nordröhre (Richtung Hauptbahnhof) verläuft im Übergangsbereich vom Hauptbahnhof zunächst in einer Gerade, die in eine Linkskurve in östlicher Richtung, Richtung Obertürkheim, übergeht. Diese Röhre unterquert dabei die nicht ausgebaute Nordröhre (in km 0,9) bzw. den Straßentunnel (1,0) des Wagenburgtunnels.
Ab km 1,79 verlaufen die Röhren in Lage und Höhe parallel, mit einem Gleisachsabstand von 30 m und unterfahren dabei in östlicher Richtung die Stadtteile Ost und Gablenberg.
Am Abzweig Wangen fädelt aus beiden Röhren (km 4,43 in der Nordröhre bzw. 4,55 in der Südröhre) jeweils ein Gleis von bzw. nach Untertürkheim aus. Anschließend unterqueren die vier Tunnelröhren den Neckar. Die Röhre nach Untertürkheim wird dabei höhenfrei zwischen der Röhre nach Obertürkheim und der Röhre zum Hauptbahnhof hindurch geführt. Damit wird der im Zuge des Projekts Stuttgart 21 ebenfalls geplante Abstellbahnhof Untertürkheim angebunden.
Die Portale in Obertürkheim sollen bei 48° 46′ 17,2″ N, 9° 15′ 37″ O liegen, die Portale in Untertürkheim bei 48° 47′ 1,4″ N, 9° 14′ 51,9″ O.
Der Tiefpunkt des Tunnels, am Rande des Neckartals, wurde 1995 aufgrund der Lage unterhalb des Mineralwasserdruckniveaus als hydrologisch schwierig eingestuft.

### Trasse

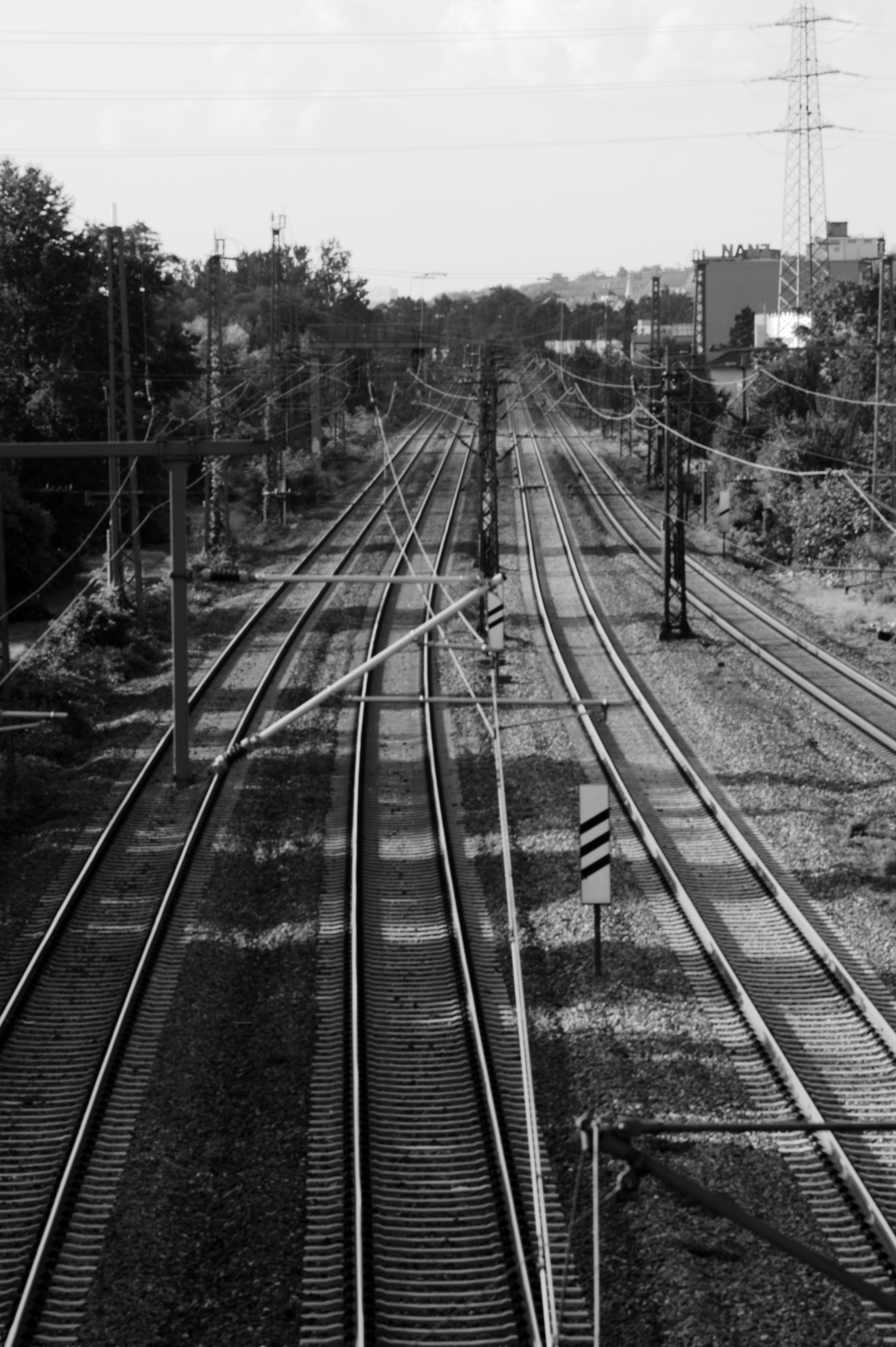
Blick auf die Gleisanlagen westlich des Bahnhofs Obertürkheim: Das nördlich (rechts) liegende Ferngleispaar soll in diesem Bereich aufgeweitet werden, um eine zweigleisige Rampe zu errichten, die in den Tunnel Obertürkheim führt.

Der maximale Gleisachsabstand liegt (im Bereich der Unterquerung des Fildertunnels) bei rund 170 m. In diesem Bereich (km 1,1) ist ein 164 m langes Verbindungsbauwerk zwischen den beiden Röhren vorgesehen.
Die Entwurfsgeschwindigkeit für das Gleis nach Ober-/Untertürkheim liegt im Bereich des Hauptbahnhofs zunächst bei 80 km/h (km 0,432 bis 0,822), anschließend bis km 1,427 bei 100 km/h (400 m Kurvenradius). Der Rest der Röhre (bis km 7,242) ist für 160 km/h ausgelegt. Das Gleis von Ober-/Untertürkheim zum Hauptbahnhof ist von Obertürkheim (km 7,252) bis zum Kilometer 1,791 für 160 km/h ausgelegt. Anschließend, bis km 0,675, sind 130 km/h vorgesehen (Kurvenradius von 665 m). Bis zum Übergang in den Hauptbahnhof (km 0,675 bis 0,432) sind 80 km/h geplant.

### Gradiente
Nach der Trennung vom Fildertunnel fällt das Gleis nach Ober-/Untertürkheim mit rund 22 Promille ab, um den Fildertunnel zu unterqueren.
Die Gradiente wird in einem Wannenprofil verlaufen, bedingt durch die Anschlussbedingungen an den Grenzen der Planfeststellungsabschnitte sowie geologischen Verhältnisse. Die Überdeckung liegt zwischen 8 m (im Bereich der Neckarquerung) und etwa 125 m.
Die Röhren des Wagenburgtunnels liegen rund 38 m über der Nordröhre des Tunnels Obertürkheim, bei einer Überdeckung von rund 90 m. Am nordwestlichen Ende des Tunnels (Teil im Planfeststellungsabschnitt 1.2, in der Nähe des Hauptbahnhofs) beträgt die Überdeckung bereits 61–70 m (Nordröhre) bzw. 66–115 m (Südröhre). Gablenberg wird weitgehend mit einer Überdeckung von 75 bis 125 m unterfahren. Im Bereich des Neckartals liegt die Überdeckung zwischen rund 10 und 25 m. Die minimale Überdeckung der Röhren unter der Neckarsohle soll bei etwa 8 m liegen, mit einer Firstüberdeckung von 4 bis 6 m aus unausgelaugtem Gipskeuper.
Ab km 4,08 verändert die Röhre nach Obertürkheim gegenüber der Röhre nach Untertürkheim ihre Neigung, um die Röhre nach Untertürkheim unter die Röhre nach Stuttgart Hauptbahnhof zu legen. Der Höhenunterschied der Gradienten im Kreuzungsbereich liegt bei rund 11 m.
Im Zuge einer 2016 beantragten Planänderung wurde die Gradiente verändert.

### Querschnitt

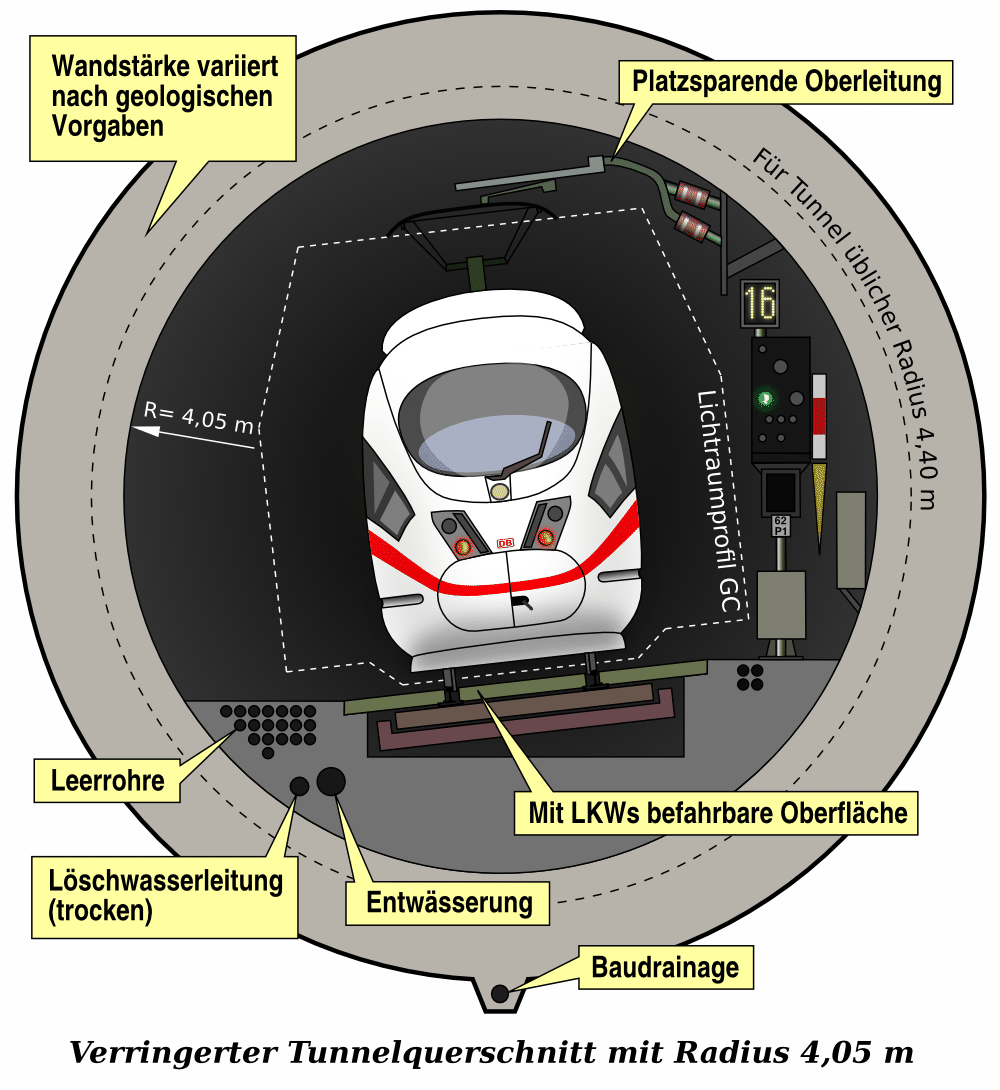
Sonderquerschnitt mit 4,05 m Innenradius

Als Querschnitt ist weitgehend ein 1998 entwickeltes Kreisprofil von 4,05 m Radius mit einer lichten Querschnittsfläche über Schienenoberkante von 41,9 m² vorgesehen. Die Röhren sollen zweischalig ausgebaut und durchgehend druckwasserhaltend ausgelegt werden. Das Profil weist eine lichte Weite von 8,10 m und lichte Höhe von 6,15 m über Schienenoberkante auf.
Nach Bahnangaben resultiert dieser Sonderquerschnitt aus der Entwurfsgeschwindigkeit unter Berücksichtigung des erforderlichen Lichtraumprofils, der Minimierung des Ausbruchsquerschnitts und statischen Anforderungen zur Beherrschung der Quelldrücke. Bei Einhaltung des Regelprofils wäre mit erheblichen Mehrkosten und größeren Beeinträchtigungen zu rechnen gewesen. Mit abgedichtetem Wagenmaterial würden dabei Druckkomfortkriterien eingehalten.
Im Bereich des Abzweigs Wangen, bei Kilometer 4,6/4,7, wird der Querschnitt vorübergehend auf 7,50 m Breite aufgeweitet, wobei das Kreis- in ein Maulprofil übergeht. Im weiteren Verlauf trennt ein Mittelpfeiler Stamm- und Zweiggleis, bevor die Gleise (ab einer zwischenliegenden Felsschicht von 2 m) in eigenen Röhren im Kreisprofil geführt werden.
Ein ca. 420 m langer Abschnitt in Obertürkheim sollte mit einem zweizelligen Rechteckquerschnitt in offener Bauweise ausgeführt werden. Im Zuge einer 2016 beantragten Planänderung wurde der bergmännisch aufzufahrende Bereich um ca. 342 m verlängert. Daran schließt sich nunmehr ein 80 m langer Tunnelabschnitt mit zweiteiligem Querschnitt in Deckelbauweise an, in dem die Gleisabstand von 12,44 m auf 7,74 m am Portal verringert wird.

### Geologie
Etwa 80 Prozent des Tunnels sollen gemäß der Zusammenfassung in den Ausschreibungsunterlagen der Deutschen Bahn im unausgelaugten Gipskeuper liegen, weitere je zehn Prozent im ausgelaugten Gipskeuper sowie Quartär.
Nach dem Kenntnisstand von 2002 sollten, vom Hauptbahnhof ausgehend, die Röhren zunächst in Schichten quellfähigen, unausgelaugten Gipskeupers liegen. Darauf sollten Schichten unausgelaugten, nahezu anhydritfreien (nicht quellfähigen) Gipskeupers folgen. In Abschnitten wurde ausgelaugter Gipskeuper im Tunnelquerschnitt bzw. knapp über den Tunnelfirsten erwartet, dem mit vorauseilender Sicherung der Ortsbrust begegnet werden sollte. Der Neckar sollte in geringem Abstand zwischen Flussbett und First unterfahren werden; in diesem Bereich stand nach dem damaligen Kenntnisstand vergleichsweise gering durchlässiger, unausgelaugter, nahezu anhydritfreier Gipskeuper an.
Der Planfeststellungsbeschluss von 2007 bietet eine genauere Kennzeichnung der geologischen Bedingungen: Im überwiegenden Streckenverlauf werden im Gipskeuper alle drei Schichten durchfahren: die hochliegende Auslaugungszone (nicht mehr quellfähig, gering tragfähig), die zwischenliegende Gipszone und die darunter liegende, stark quellfähige Anhydritzone. Im Streckenverlauf sind mehrere Störzonen (Verwerfungen aus der Gebirgsbildung) erkundet worden.
Die Auslaugungszone und die Auffüllungen des Quartärs sind grundwasserführend. Ein Wasserzutritt in die Anhydritzone soll sowohl beim Bau als auch langfristig im Betrieb vermieden werden, um Bauwerksbelastungen durch Quellvorgänge auszuschließen. Dazu sind Tunnelbauverfahren vorgesehen, die eine möglichst geringe Störzone zwischen Gebirge und Tunnelschale hinterlassen, in denen sich Wasser ausbreiten könnte. Außerdem sollen die Tunnelschalen auf der Außenseite Dichtungswülste erhalten, die das Vordringen des Grundwassers entlang der Tunnelaußenhaut unterbinden sollen. Gemäß Planfeststellungsbeschluss sind an den bisher bekannten Schichtübergängen und Störzonen insgesamt 13 Bereiche vorgesehen, die mit derartigen Dichtungsringen ausgestattet werden sollen.
Die wenig tragfähigen oberen Schichten der Auslaugungszone des Gipskeupers erfordern stützende Eingriffe beim Bau durch vorauseilende Schrägbohrungen, die schirmförmig vom aktuellen Ausbruchbereich des Tunnels erstellt und mit Injektionsmaterial verfüllt werden sollen. Sie sollen nach Aushärtung eine ringförmige Tragzone um den späteren Tunnel bilden, wie im Zuge der Schlichtungsgespräche vorgestellt und diskutiert wurde.
Das hohe Grundwasservorkommen erfordert – wie im Baubereich des neuen Hauptbahnhofs – ein umfassendes Management zur Erkundung, Überwachung, Förderung und Infiltration bzw. Ableitung. Für die 5-jährige Bauzeit ist die Förderung und Ableitung von 4,3 Mio. m³ „Grundwasserandrangsmenge“ genehmigt. Die ursprünglich mit 4,9 Mio. m³ beantragte Menge wurde im Laufe des Planfeststellungsverfahrens um 0,6 Mio. m³ vermindert, nachdem „aus Sicht der Wasserbehörden durch technisch machbare und verhältnismäßige Maßnahmen noch eine merkliche Reduzierung des Grundwasserandrangs im Bereich des hochergiebigen Neckarkiesaquifers erreicht werden könne“.
Der Tunnel unterquert den Neckar im Bereich der Staustufe Untertürkheim mit einer Überdeckung von 8 m. Der Planfeststellungsbeschluss gibt vor, diesen Bereich vor Aufnahme der Bauarbeiten vertieft zu untersuchen, da aus den 1970er Jahren Auskolkungen bekannt sind. Die resultierenden Ergebnisse sind mit der Unteren Wasserbehörde und dem Eisenbahnbundesamt abzustimmen.

## Geschichte

### Variantendiskussion
Im Rahmen des Projekts Stuttgart 21 wurden für die Trassenführung in den Stuttgarter Neckarvororten drei Varianten entwickelt und gegeneinander abgewogen:
- Eine Variante sah vor, die Trasse oberirdisch (teils auf Brücken von bis zu 17 m Höhe) durch Obertürkheim, Untertürkheim und Wangen zu führen. Die vom Hauptbahnhof kommende Trasse sollte sich dabei im Bereich des Stuttgarter Großmarkts in Richtung Obertürkheim und Untertürkheim verzweigen:[26]
  - Die Trasse nach Obertürkheim sollte dabei die Inselstraße parallel zur bestehenden Güterbahnbrücke überqueren, ebenso die Bundesstraße 10, den Neckar, das Sportgelände des Lindenschulviertels und den Bruckwiesenweg mit den parallel dazu verlaufenden Bahnanlagen.[26]
  - Die Kurve nach Untertürkheim sollte ab dem Abzweig am Großmarkt die B 10 überqueren, ebenso den Neckar, den Kraftwerkskanal und den Karl-Benz-Platz mit den parallel dazu verlaufenden Bahnanlagen am Bahnhof Untertürkheim. Eine eingleisige Führung war ab dem Eszett-Steg vor; über die Güterverbindung des Güterbahnhofs sollte die Remsbahn erreicht werden.[26]
- Eine Brücken-Tunnel-Kombination sah vom Hauptbahnhof bis zum Großmarkt eine unterirdische Streckenführung vor, die dort in eine oberirdische Trasse übergehen sollte:[26]
  - Richtung Obertürkheim sollten dabei die Inselstraße, die B 10 und der Neckar überquert werden. Entlang des Hafenbeckens (Ölhafen) sollte schließlich der Bruckwiesenweg erreicht und die Bahnanlagen zwischen Unter- und Obertürkheim in einem zweigleisigen Tunnel unterquert werden.[26]
  - Auf Höhe des Großmarktes sollte eine zweigleisige Untertürkheimer Kurve höhenfreien Abzweig aus der vom Hauptbahnhof kommenden Trasse ausscheren und anschließend die B 10 und den Neckar unterqueren sowie anschließend parallel zur Inselstraße und des Kraftwerkskanals verlaufen. Auf Höhe des Inselbads sollte dieser Ast erneut in einen Tunnel übergehen und dabei den Karl-Benz-Platz und die angrenzenden Bahnanlagen mit dem Bahnhof Untertürkheim in einem zweigleisigen Tunnel unterqueren. Anschließend sollte die Trasse in den Wartungsbahnhof einmünden.[26]
- Die reine Tunnellösung sah vor, die Trasse – einschließlich der beiden Äste – durchgehend unterirdisch nach Ober- und Untertürkheim zu führen. Sie sollten vor dem Bahnhof Obertürkheim bzw. am Beginn der Zufahrt zum Wartungsbahnhof enden. Nach Angaben der Vorhabenträgerin liegen bei dieser Variante „kritisch[e] Eingriff[e] in das Schutzgut Wasser“ vor, die jedoch beherrschbar seien.[26]

| Variantenabwägung in den Neckarvororten (laut Planfeststellungsunterlagen) | Variantenabwägung in den Neckarvororten (laut Planfeststellungsunterlagen) | Variantenabwägung in den Neckarvororten (laut Planfeststellungsunterlagen) | Variantenabwägung in den Neckarvororten (laut Planfeststellungsunterlagen) |
|                                                                            | Brückenlösung                                                              | Brücken-/Tunnellösung                                                      | Tunnellösung                                                               |
| -------------------------------------------------------------------------- | -------------------------------------------------------------------------- | -------------------------------------------------------------------------- | -------------------------------------------------------------------------- |
| Strecken- und Bauwerkslängen Hauptbahnhof–Obertürkheim (m)                 | 7290                                                                       | 7140                                                                       | 7050                                                                       |
| davon Tunnel (m)                                                           | 4130                                                                       | 4480                                                                       | 6310                                                                       |
| Großmarkt – IR-Kurve                                                       | 3150                                                                       | 3120                                                                       | 2570                                                                       |
| davon Tunnel (m)                                                           | 0                                                                          | 290                                                                        | 1160                                                                       |
| Investition/Wirtschaftlichkeit auf Basis der Brücken-/Tunnellösung         | am günstigsten                                                             | Basis                                                                      | günstiger                                                                  |
| Immissionen (Schall/Erschütterungen)                                       | erheblich                                                                  | mittel                                                                     | gering                                                                     |
| Grundwasser und Gewässer                                                   | gering                                                                     | mittel                                                                     | mittel                                                                     |
| Stadt-/Landschaftsbild                                                     | erheblich                                                                  | mittel                                                                     | gering                                                                     |
| Stadt-/Geländeklima                                                        | gering                                                                     | gering                                                                     | keine                                                                      |

Aus dem im 1997 abgeschlossenen Raumordnungsverfahren ging eine Trasse hervor, die vom Durchgangsbahnhof über den Stuttgarter Osten bis in den Bereich des Großmarkts verlaufen wäre. Im Anschluss sollten die Inselstraße, die Bundesstraße 10 und der Neckar überquert werden. Anschließend wären die neu zu gestaltenden Hafenbecken des Ölhafens zu überqueren gewesen, um schließlich den Bruckwiesenweg und die Bestandsstrecke zu unterqueren, bevor die Neubaustrecke in den Bestand Richtung Esslingen eingemündet wäre. Der Streckenast nach Untertürkheim hätte sich dabei südöstlich des Großmarkts gelöst und hätte ebenfalls die B 10 und den Neckar überquert. Anschließend sollten der Kraftwerkskanal parallel zur Inselstraße überquert werden, ein Tunnel hätte den anschließenden Karl-Benz-Platz unterquert. Im Bereich des Rangierbahnhofs sollte die Einmündung in den neuen Wartungsbahnhof erfolgen.
Aus dem Raumordnungsverfahren ging die Maßgabe hervor, eine durchgehend unterirdische Trasse im Bereich von Wangen sowie Ober- und Untertürkheim zu prüfen.
Laut dem Erläuterungsbericht der Vorhabenträgerin im Planfeststellungsverfahren sei die Tunnelvariante trotz ihrer vergleichsweise hohen Kosten als vorzugswürdige Variante zu beurteilen.

### Planung
Das Bauwerk gehört weitgehend zum Planfeststellungsabschnitt 1.6a des Projekts Stuttgart 21, der am 15. Juni 2007 planfestgestellt wurde. 142 m in der Nordröhre (bis km 0,855) bzw. 435 m (bis km 1,155) der Südröhre gehören zum Planfeststellungsabschnitt 1.2 (Fildertunnel).
Laut Angaben der Deutschen Bahn hätten im Rahmen einer gutachterlichen Überprüfung die 2009 vorgelegten Einsparpotentiale bestätigt werden können.
Am 2. Mai 2012 begann die Deutsche Bahn nach eigenen Angaben damit, an die Eigentümer der von dem Projekt betroffenen Grundstücke Einverständniserklärungen über die Inanspruchnahme ihrer Grundstücke zu verschicken. Über Entschädigungen solle laut Bahnangaben erst später verhandelt werden. Der Stuttgarter Haus- und Grundbesitzerverein warnte die Eigentümer davor, leichtfertig solche Einverständniserklärungen zu unterschreiben.
Am 22. September 2014 erging der Bescheid über die 2. Planänderung im Planfeststellungsabschnitt 1.6a, der eine Veränderung der während der Bauphase höchstens zu entnehmenden Grundwassermengen und eine Anpassung des Grundwassermanagements zur Folge hat.

### Vergabe
Die Errichtung des Bauwerkes wurde am 5. Mai 2010 im Amtsblatt der Europäischen Union ausgeschrieben. Bis 20. Mai 2010 lief die Präqualifizierung, der Bauvertrag sollte anschließend in einem Verhandlungsverfahren vergeben werden. Der Bauauftrag sollte demnach vom 1. Februar 2011 bis 31. Dezember 2017 laufen. Entstehen sollen dabei ca. 12,3 km Tunnelröhren im bergmännischen Vortrieb, 13 Verbindungsbauwerke mit Längen zwischen 2 und 173 m, je ein Zugangsschacht und -stollen, eine Startbaugrube sowie zwei Kreuzungsbauwerke. Neben einem Spritzbetonvortrieb konnte auch ein Vortrieb per Tunnelvortriebsmaschine angeboten werden. Die geschätzten Kosten für beide betroffene Planfeststellungsabschnitte (1.2 und 1.6a) lagen 2010 bei 1,7 Milliarden Euro. Laut einem Medienbericht seien für den Bau des Tunnels trotz mehrfacher Aufforderung zunächst keine Angebote eingegangen. Die Deutsche Bahn rechnete im Dezember 2010 mit der Vergabe des Bauauftrags im Frühjahr 2011.
Der Bauauftrag für die Tunnel Filder und Obertürkheim wurde am 30. Juli 2011 an eine Bietergemeinschaft unter Führung von Porr vergeben. Laut DB-Angaben sei damit etwa ein Viertel der Vergaben des Projekts Stuttgart 21 erfolgt. Vier Bietergemeinschaften hätten sich an den Ausschreibungen beteiligt.
Ein Drittel des Auftragsvolumens von 720 Millionen Euro, das auch den Bau des Fildertunnels mit einschließt, entfalle auf den Tunnel Obertürkheim. Der ursprüngliche Auftragswert des Loses wurde später mit 296,4 Millionen Euro angegeben. Der Anteil von Porr am Gesamtauftrag belaufe sich auf rund 350 Millionen Euro. Es ist der bislang größte Tunnelbau-Auftrag für den Konzern. Anfang September 2011 wurde die Vergabe im Amtsblatt der Europäischen Union bekannt gemacht. Nach späteren Angaben sei der Bauvertrag am 29. März 2012 geschlossen worden. Weitere erforderliche Arbeiten, beispielsweise für die Anbindung an die Bestandsstrecke, werden getrennt ausgeschrieben.
Bereits am 15. Juli 2011 waren unterlegene Bieter über den Abschluss des Vergabeverfahrens informiert worden. Noch im Dezember 2010 wurde mit der Vergabe des Bauauftrags für Frühjahr 2011 gerechnet.
Die Arbeiten für die in Obertürkheim und Untertürkheim an den bergmännisch vorgetriebenen Tunnel anschließenden Bereiche im Planfeststellungsabschnitt 1.6a, sowie die Zuführung aus Richtung Bad Cannstatt, wurden am 15. Juni 2011 europaweit ausgeschrieben. Der in einem Verhandlungsverfahren zu vergebende Auftrag sollte von 28. Oktober 2011 bis 31. Dezember 2019 laufen. Die Angebotsfrist wurde am 5. Juli bis 13. Juli 2011 verlängert. Das Vergabeverfahren sei laut Angaben der Deutschen Bahn von März 2012 „fortgeschritten“ gewesen. Die Arbeiten in zwei der drei ausgeschriebenen Baulose – ohne die Zuführung aus Bad Cannstatt – wurden am 10. Juli 2012 an eine Bietergemeinschaft unter Führung der Porr Deutschland vergeben. Das Auftragsvolumen wird mit 110 Millionen Euro angegeben.
Der Auftragswert wurde im Mai 2016 mit 301 Millionen Euro beziffert.
Anschlagwand und Schlitzwandbaugrube in Obertürkheim wurden im 1. Quartal 2020 für 14,5 Millionen Euro vergeben.

### Bau

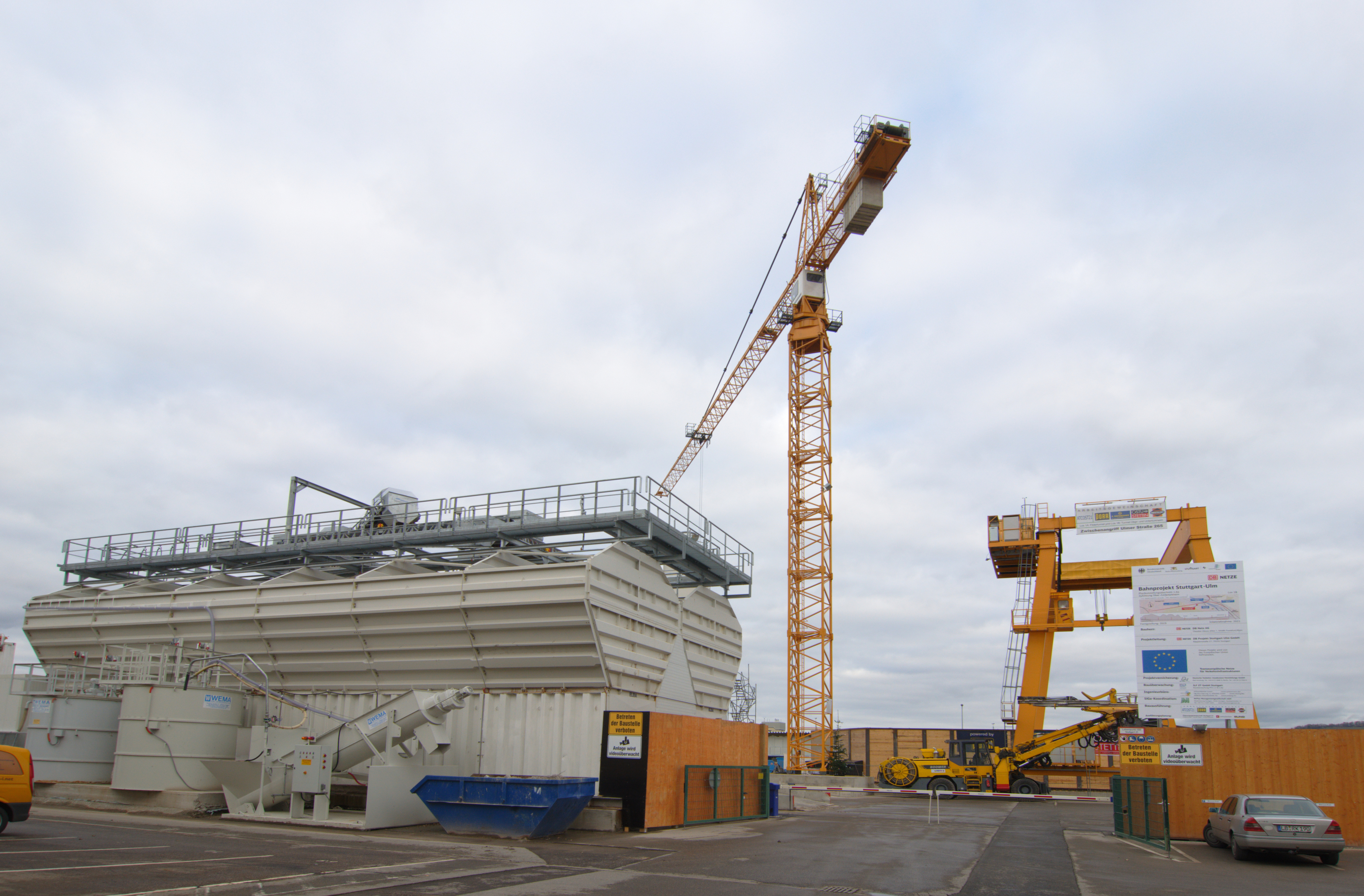
Baustelle am Zwischenangriff Wangen, Dezember 2013

Der Tunnel soll vollständig in bergmännischer Bauweise (Spritzbetonbauweise) errichtet werden. Laut Bahnangaben ist bei einer angestrebten Bauzeit von fünf Jahren ein Zwischenangriff erforderlich. Dieser liegt auf einem bisherigen Verkehrsübungsplatz an der Ulmer Straße 261–265 in Wangen (48° 46′ 37,1″ N, 9° 14′ 13,5″ O) und trägt daher den Namen Zwischenangriff Ulmer Straße. Er soll die zukünftigen Fahrtunnel beim km 4,2 im Abstand von 68 bzw. 98 m erreichen und wurde als etwa 37 m tiefer Schacht von rund 22 m Durchmesser gebaut. Nach Abschluss der Bauarbeiten soll dieser Zwischenangriff verfüllt werden. Rund 680.000 Kubikmeter Massen sollen vom Zwischenangriff mit täglich bis zu 570 Lkw-Fahrten über die Ulmer Straße, die Gaisberger Brücke zur Bundesstraße 10 abtransportiert werden.
Der Vortrieb für den Tunnelteil bis Baukilometer 2,015 (Richtung Hauptbahnhof) bzw. 2,120 (Richtung Obertürkheim) soll vom Anfahrstollen an der zukünftigen Rettungszufahrt Hauptbahnhof Süd erfolgen. Die Baustelle sollte, nach dem Planungsstand von April 2011, bereits im Herbst 2011 eingerichtet und der Vortrieb Anfang 2012 begonnen werden. Am 4. November 2013 begann der Vortrieb des Zugangsstollens, der zukünftigen Rettungszufahrt, ausgehend von der unvollendeten Nordröhre des Wagenburgtunnels. Der anschließende Vortriebsbeginn des eigentlichen Tunnels Richtung Obertürkheim war im November 2013 für das 3. Quartal 2014 geplant.
Bei Auftragsvergabe, Mitte 2011, rechnete Porr damit, die Bauarbeiten im August 2011 zu beginnen und bis Februar 2018 abzuschließen.
Am 8. Mai 2013 begannen die Bauarbeiten am Zwischenangriff Ulmer Straße. Am 4. Dezember 2013 wurde mit dem Tunnel Obertürkheim der erste Tunnel des Projekts Stuttgart 21 angestochen. Der symbolische Anschlag fand in einem zu diesem Zeitpunkt 18 m tiefen Schacht statt. Die Tunnelpatenschaft übernahm die Wangener Bezirksvorsteherin Beate Dietrich. Gegen den Baubeginn demonstrierten mehrere hundert Menschen.
Im Juni 2014 wurde der Bau des 104 Meter langen Zugangsstollens begonnen. Laut Bahnangaben sei es aufgrund eines über den Erwartungen liegenden Wasserzutritts zu Verzögerungen gekommen. Bis Ende November 2014 waren 63 Meter in der Strosse vorgetrieben. Der Stollen sollte Ende Januar 2015 fertiggestellt werden, ab Februar war der Vortrieb in vier Röhren (je zwei Richtung Hauptbahnhof und Ober-/Untertürkheim) vorgesehen. Bedingt durch die Kapazität des Zwischenangriffs Wangen können von vier Vortrieben nur drei parallel betrieben werden.
Nach Anwohnerprotesten in Folge von nächtlichen Meißelarbeiten beantragte die Deutsche Bahn am 19. Oktober 2015 bei der Landesbergdirektion, einer Behörde des Regierungspräsidiums Freiburg nächtliche Sprengungen. Zwischenzeitlich sollen Anwohnern Hotelübernachtungen angeboten werden.
Im Juli 2016 erlitt ein Mineur ein Schädel-Hirn-Trauma, als beim Anbringen von Spritzbeton sich Gestein aus der Decke löste. Nach einem Wassereinbruch Anfang September 2016 ruhte Ende Oktober noch der Vortrieb; entdeckte Hohlräume mussten verfüllt und der Sportplatz des SG Untertürkheim über Monate gesperrt werden.
Am 28. März 2017 wurde die Weströhre zwischen Hauptbahnhof und Zwischenangriff Wangen durchgeschlagen. Der Durchschlag erfolgte zwischen Gaisburg und Gablenberg, rund 1,5 km tief im Berg. Insgesamt 4,8 km des Tunnels waren bis dahin vorgetrieben. Beim Vortrieb kam es bis dahin zu keinen schwerwiegenden Unfällen. Die Rettungszufahrt Benzstraße wurde im Frühjahr 2017 fertiggestellt.
Im September 2017 wurde der Vortrieb des letzten, ein Kilometer langen Teilstücks der Oströhre Richtung Hauptbahnhof aufgenommen. Mit dem Erreichen des Verzweigungsbauwerks im Südkopfs des neuen Hauptbahnhofs sollte dieser im Frühjahr 2018 abgeschlossen werden. Der Durchschlag erfolgte am 20. Juni 2018. Richtung Obertürkheim standen in beiden Röhren jeweils rund 650 m Vortrieb aus.30
Ab Sommer 2017 soll das Trogbauwerk für den Ast Untertürkheim mittels einer 150 Meter langen und 15 Metern tiefen Baugrube errichtet werden, an deren Ende eine Anschlagwand entstehen soll. Von dieser soll der bergmännische Tunnel in Richtung Neckar vorgetrieben werden, unter dem Stadtbad, dem Inselbad und dem Neckar hindurch zum Zwischenangriff Wangen. Von der Rettungszufahrt in Richtung Eszet-Steg soll ein etwa 270 Meter langes Trogbauwerk erstellt werden, um dort an die bestehende Strecke anzubinden. Ende September 2017 begann der Vortrieb der ersten der beiden Neckarunterquerungen Richtung Untertürkheim. Die 160 m lange Unterquerung wurde Ende November 2017 abgeschlossen. Die vierte Unterquerung soll 2018 folgen. Anfang Oktober 2018 wurde die vierte Unterquerung abgeschlossen.
Aufgrund eines Wasserzutritts von mehr als zehn Litern pro Sekunde wurde der Vortrieb auf Höhe des Albert-Dulk-Wegs unterbrochen. Der Vortrieb verlief in diesem Bereich im Januar 2019 weiter stockend. Im Oktober 2018 forderte die DB den Auftragnehmer auf, „Ausführungsvarianten zur Erreichung eines tragfähigen Vortriebskonzepts“ zu entwickeln, die Anfang 2019 noch in Prüfung waren. Als Ersatz für eine im Frühjahr 2019 endende wasserrechtliche Genehmigung ist eine neue Genehmigung erforderlich, die im Dezember 2018 beim Eisenbahn-Bundesamt beantragt wurde.
Am 9. März 2018 wurde ein Arbeiter von abfallendem Spritzbeton an der Schulter verletzt. Am 10. April 2019 kam es zu einem Brand im Tunnel. Rund 670 m tief im Tunnel brannte eine Betonspritzmaschine. Da im Anhydrit-Bereich kein Löschwasser zum Einsatz kommen durfte, wurde mit Löschpulver und Kohlendioxid gelöscht.
Bis Mai 2019 wurden die vier Bestandsgleise im Bereich der zukünftigen Tunnelrampe Obertürkheim auf einer Länge von rund 800 m nach Westen verlegt, um Raum für die Bauarbeiten zu schaffen.
Am 15. November 2019 wurde der Durchschlag der ersten Röhre des Asts Untertürkheim im Bereich des künftigen Abstellbahnhofs bekanntgegeben. Für die zweite Röhre wird der Durchschlag auch noch für 2019 erwartet.
Im 2. Quartal 2020 waren zwei Drittels des Tunnels Obertürkheim sowie 23 Prozent der Innenschale des Tunnels Ober-/Untertürkheim hergestellt. Der Vortrieb in Obertürkheim, bei dem im September 2021 noch rund 600 m zwischen dem Obertürkheimer Nanz-Areal und der Bruckwiesenbrücke in Untertürkheim ausstanden, war der letzte für Stuttgart 21 in Stuttgart. Vier Pfeiler der Bruckwiesenbrücke, die innerhalb oder unmittelbar neben der Trasse stehen, sollen mittels acht Pfählen abgefangen werden. Der Vortrieb soll die Pfeiler im Frühjahr 2022 erreichen. Rund 15 Meter unter der 1988 erbauten Brücke soll der letzte Tunneldurchschlag von Stuttgart 21 im Talkessel stattfinden.
Bis Ende 2020 sollte die Baugrube für das Portal Obertürkheim fertiggestellt, das Portal anschließend gebaut werden.
Nahe dem Tunnelportal Obertürkheim, im Tunnel, wurde am 5. Oktober 2022 der Abschluss der insgesamt 51.093 m Vortriebe für Stuttgart 21 in Stuttgart gefeiert.
Vom 13. September bis 17. Oktober 2025 soll die bauzeitliche Umfahrung Obertürkheim zurückgebaut werden. Dafür sollen die Ferngleise zwischen Bad Cannstatt und Obertürkheim komplett gesperrt werden. Infolgedessen soll ein Großteil des Fernverkehrs zwischen Stuttgart und München sowie weite Teile des Regionalverkehrs zwischen Stuttgart und Tübingen bzw. Geislingen/Ulm entfallen. Die entsprechenden Leistungen wurden im März 2025 vergeben. Der Auftragswert wird mit 35 Millionen Euro angegeben.

### Betrieb
Das Bauwerk ist wesentlicher Bestandteil der Strecke 4703, die den Hauptbahnhof mit der Filstalbahn Richtung Ulm verbindet.
Der Tunnel sollte im Rahmen ab Juli 2026 mit aktiver Leit- und Sicherungstechnik befahren werden können. Die feierliche, kommerzielle Inbetriebnahme ist, als Teil von Stuttgart 21, für Dezember 2026 vorgesehen. Der Beginn des Vorlaufbetriebs wurde im Juli 2025 von Juli 2026 auf Oktober 2026 verschoben.
Eine Verkehrsprognose erwartet für das Jahr 2025 zwischen Hauptbahnhof und dem Abzweig Wangen ein Verkehrsaufkommen (Querschnittsbelastung) von rund 34.400 Reisenden pro Tag. 1400 Reisende werden auf dem Abzweig nach Untertürkheim erwartet, der Rest auf dem Ast Richtung Obertürkheim.
Das Betriebsprogramm für den 2011 durchgeführten Stresstest zu Stuttgart 21 sieht ein Grundangebot von Obertürkheim nach Stuttgart von 4 Zügen pro Stunde, in Gegenrichtung 5 Zügen, jeweils Regionalzüge. Zur Spitzenstunde (7 bis 8 Uhr) waren drei zusätzliche Züge von Obertürkheim zum Hauptbahnhof geplant. Vom Hauptbahnhof Richtung Untertürkheim war ein Zug je Stunde vorgesehen, in Gegenrichtung kein planmäßiger Verkehr mit besetzten Zügen. Dazu kamen verschiedene Bereitstellungsfahrten vom Abstellbahnhof Untertürkheim zum Hauptbahnhof.
Der im 2018 vorgelegte erste Gutachterentwurf für den Deutschland-Takt (für das Jahr 2030) sieht ein Angebot von sieben Zügen pro Stunde und Richtung durch den Tunnel vor, davon 5,5 Regional- und 1,5 Fernverkehrszüge. Je fünf Züge fahren dabei von/nach Obertürkheim, zwei von/nach Untertürkheim. Zusätzliche Züge zur Hauptverkehrszeit sind darin jeweils noch nicht berücksichtigt. Der im Mai 2019 vorgelegte zweite Gutachterentwurf enthielt 8 stündliche Zugpaare (6,5 des Regionalverkehrs, eines des Fernverkehrs sowie einen schnellen Regional- oder Fernzug).
In dem im Juni 2020 veröffentlichten dritten Gutachterentwurf sind 8,5 Fern- und Regionalzüge pro Stunde und Richtung vorgesehen, darunter 5 Regionalzüge aus bzw. in Richtung Obertürkheim. Über den Ast Untertürkheim ist ein stündlicher Fern- oder Regionalzug aus bzw. in Richtung Nürnberg geplant. Daneben sind je Richtung zwei stündliche Abstell- bzw. Bereitstellungsfahrten des Regionalverkehrs sowie eine zweistündliche Bereitstellung bzw. Abstellung eines Fernverkehrszugs hinterlegt.

### Trivia
Ein Teil des Tunnels diente im Sommer 2018 als Kulisse für die Neuverfilmung des Romans Berlin Alexanderplatz unter der Regie von Burhan Qurbani.

## Rettungskonzept

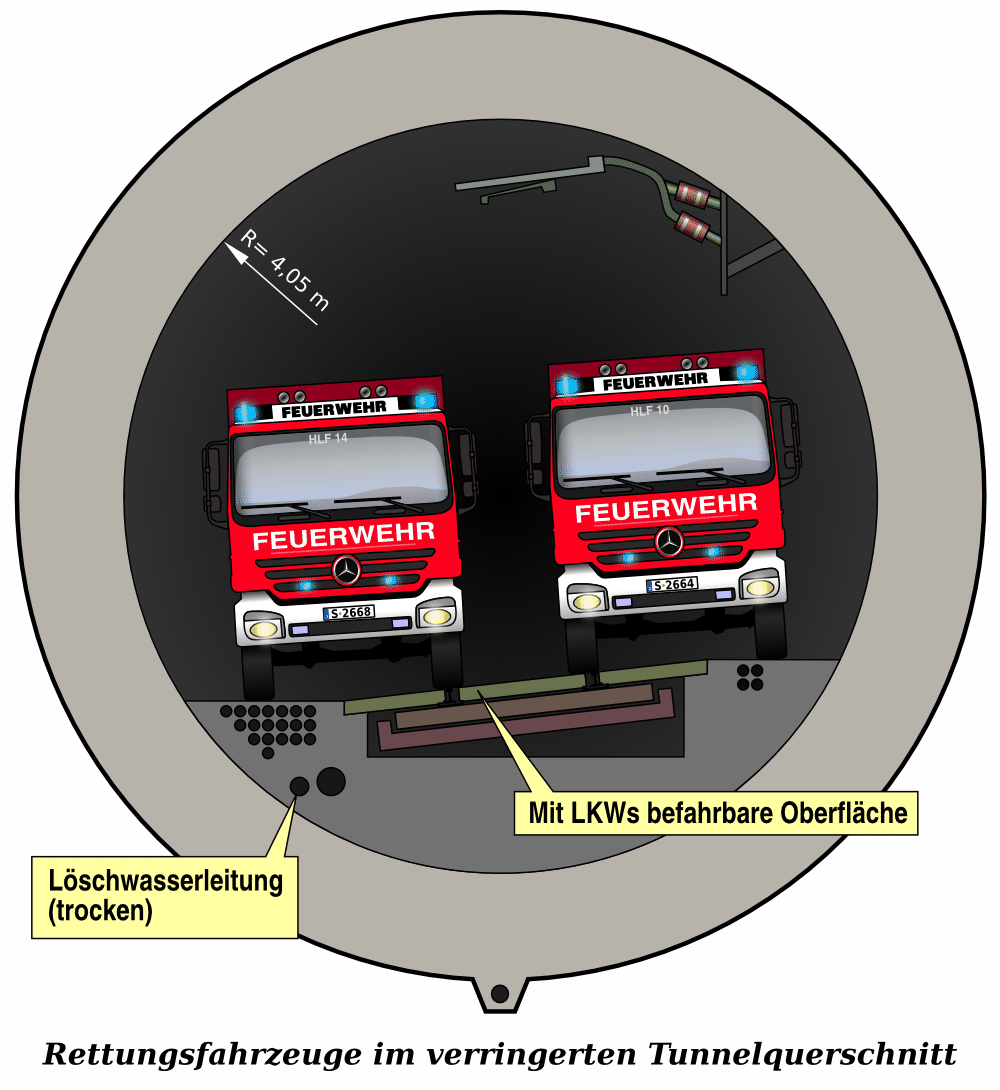
Rettungsfahrzeuge auf Fester Fahrbahn im vorgesehenen 4,05-m-Sonderquerschnitt

Die beiden Röhren sollen durch 14 Verbindungswerke im Längsabstand von höchstens 500 m miteinander verbunden werden. Die Länge der Querschläge liegt zwischen 2,11 m und 164,44 m. Wo die Röhren auf unterschiedlicher Höhe liegen, sind Treppen vorgesehen.
Mitte 2008 trat eine neue europäische Richtlinie zur Tunnelsicherheit in Kraft. Der maximale Abstand zweier Rettungsstollen, mit denen zwei Tunnelröhren miteinander verbunden werden, wurde dabei von zuvor 1000 auf 500 m gesenkt. Ende 2008 beantragte die Deutsche Bahn aufgrund des fortgeschrittenen Planungsstadiums des Tunnels eine Ausnahmezulassung. Dieser Antrag, entgegen den Regelungen der TSI einen Querschlagsabstand von 1000 m zu realisieren, wurde vom Eisenbahn-Bundesamt abgelehnt. Durch den verringerten Abstand wird mit Mehrkosten von 1,5 Millionen Euro gerechnet.

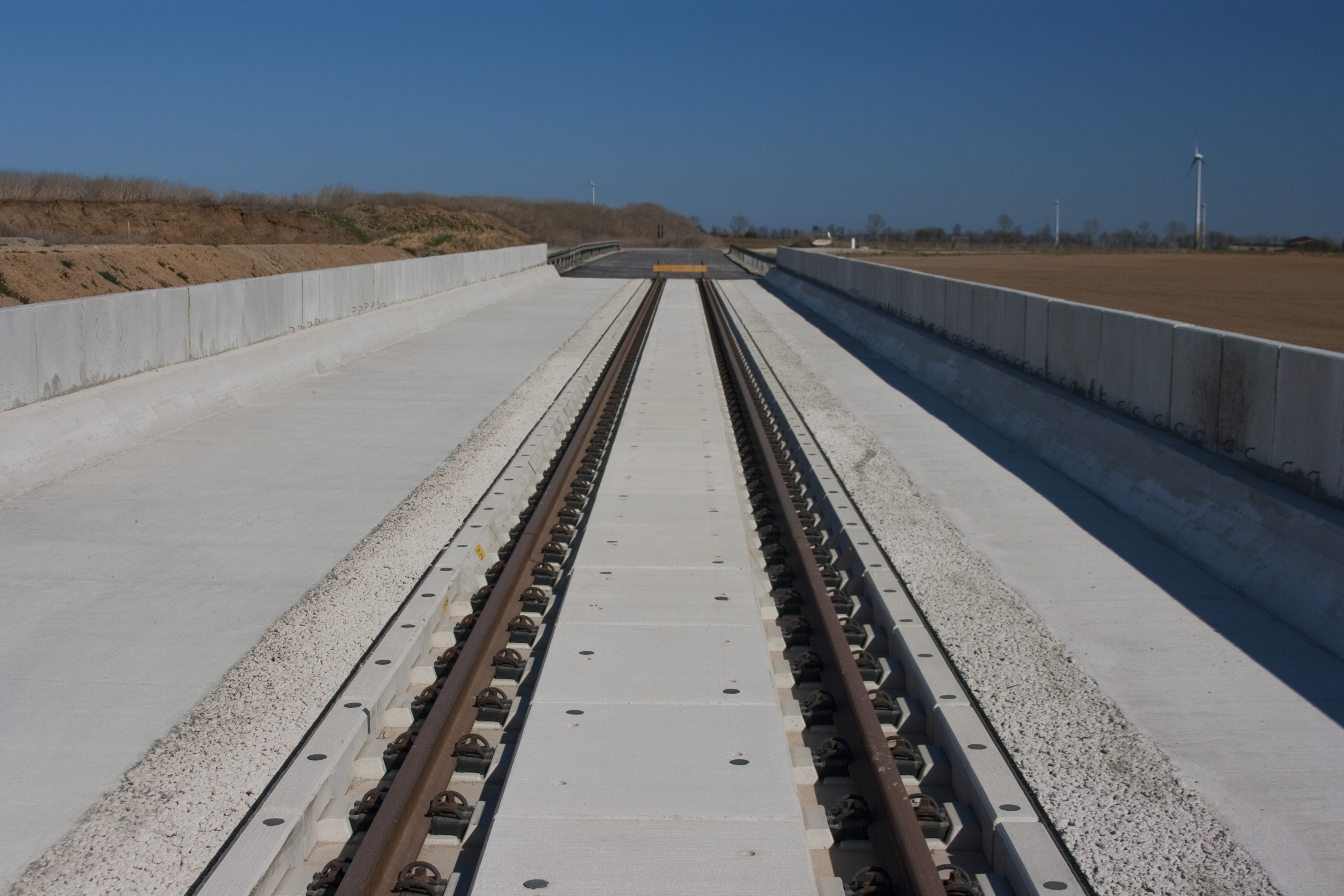
Versuchsstrecke für eine mit Straßenfahrzeugen befahrbare feste Fahrbahn (Osterbergtunnel, 2012)

Die Tunnelröhren und anschließenden Tröge sollen durchgehend eine Feste Fahrbahn erhalten, die auch für Straßenfahrzeuge befahrbar sein soll.
Am östlichen Tunnelportal bei Kilometer 6,7 soll ein Rettungsplatz von 1500 m² Fläche mit einer Zufahrt zur Augsburger Straße entstehen.
Im Zuge einer Neuordnung des Brandschutzkonzeptes kündigte die Deutsche Bahn im Februar 2016 an, eine Nassleitung zu realisieren, die von Pumpenstationen im Hauptbahnhof befüllt werden soll. Durch eine Zirkulationspumpe am Tunnelportal soll ein Gefrieren des Wassers bei Frost vermieden werden. Eine entsprechende Planänderung wurde 2020 beantragt.

## Technik
Der Tunnel soll durchgehend eine Feste Fahrbahn des Systems Porr erhalten. Der im Februar 2019 ausgeschriebene 93-Millionen-Euro-Vertrag, der neben ca. 34 km Fester Fahrbahn u. a. auch ca. 3,2 km Masse-Feder-Systeme, Sicherheitsbeleuchtung, Energieversorgung und Verkabelungsarbeiten am Fildertunnel und Tunnel Obertürkheim mit einschließt, wurde am 6. April 2020 abgeschlossen.
Im Zuge des Digitalen Knotens Stuttgart soll der Tunnel in ein Digitales Stellwerk integriert und mit ETCS sowie automatisiertem Fahrbetrieb ausgerüstet werden. Der Tunnel soll dabei zunächst weitgehend mit ETCS Level 2, überwiegend „ohne Signale“, ausgerüstet werden (Stand: Mai 2019). Der Tunnel gehört zum Stell- und RBC-Bereich Fernbahn, der von einem in Waiblingen entstehenden Bedien- und Technikstandort gesteuert werden soll. Die Ausstiegssignale Richtung Ulm sowie die Einstiegs-, Folge- und Zufahrtsicherungssignale Richtung Hauptbahnhof sollen im Tunnel angeordnet werden.